# Charinus mysticus
Charinus mysticus är en spindeldjursart som beskrevs av Giupponi och Adriano Brilhante Kury 2002. Charinus mysticus ingår i släktet Charinus och familjen Charinidae. Inga underarter finns listade i Catalogue of Life.